# Ana de Módena
Ana Beatriz de Módena (Gries, Bolzano, 19 de octubre de 1848-Módena, julio de 1849) fue una princesa italiana, hija única del último soberano del ducado de Módena, Francisco V.

## Biografía

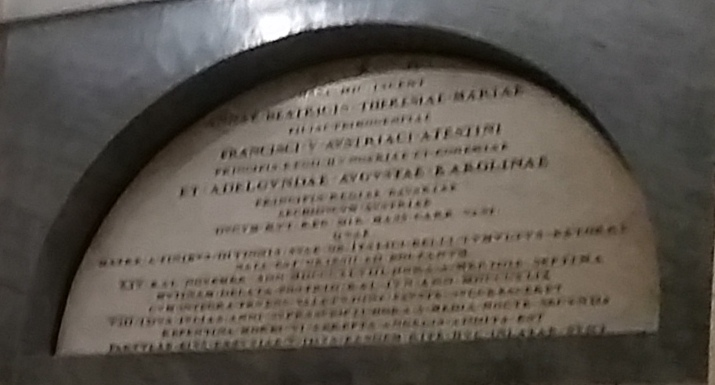
Tumba de la princesa en la cripta ducal de la iglesia de San Vicente en Módena.

Ana Beatriz Teresa María nació tras más de seis años transcurridos desde el matrimonio de sus padres en 1842. Fue hija de Francisco V, duque de Módena y la princesa Aldegunda de Baviera, hija a su vez de Luis I de Baviera.
Su nacimiento se produjo en la Villa Aufschneiter en Gries, cerca de Bolzano en el Imperio austríaco, donde la corte modenesa se encontraba de paso, tras haberse refugiado Aldegunda en Múnich con ocasión de la invasión del ducado en el marco de la Primera guerra de la Independencia italiana. El nacimiento contó con una comisión nombrada por altos miembros del ducado. La noticia llegaría a Módena, tres días después de su nacimiento, el 21 de octubre de 1848.
El 1 de junio de 1849 realizó su entrada solemne en Módena junto con sus padres. Ocho días después, el 9 de junio, fue bautizada solemnemente en la capilla del Palacio Ducal de Módena por el obispo de la ciudad, siendo su madrina la emperatriz Mariana, esposa de Fernando I de Austria y nacida princesa de Cerdeña.

La princesa moriría poco tiempo después el 8 de julio. Su muerte sería sentida especialmente por sus padres, al no contar con otros hijos. Por aquel entonces su padre, Francisco V, escribiría que Ana:
voló al cielo expirando plácidamente y nos dejó desolados... parecía un ángel dormido. En cada paso, todo nos recuerda a ella, y nos traspasa el corazón...
Fue enterrada en la cripta ducal de la iglesia de San Vicente en Módena. En un primer momento fue enterrada bajo un epitafio que incluía: Angelis Addita Est (en latín, Se añade a los ángeles). Durante su corta vida fue heredera de los estados de su padre.

### Individuales
1. ↑  Crespellani, Arsenio (1893). «Ferdinando Carlo Vitorio (1821-1840)». Medaglie estensi ed austro-estensi (en italiano). Coi tipi Società tipografica modenese. p. 78. Consultado el 20 de junio de 2023.
2. ↑  «Anna Beatrice Theresia Maria of von Habsburg-Lothringen». Find a grave. Consultado el 20 de junio de 2023.
3. ↑  «A Jacobite Gazetteer - Modena». www.jacobite.ca. Consultado el 20 de junio de 2023.